# Marika Popowicz-Drapała
Marika Popowicz-Drapała (née le 28 avril 1988 à Gniezno) est une athlète polonaise, spécialiste du sprint.
Triple médaillée aux championnats d'europe sur 4 x 100 m, elle détient depuis 2024 le record du monde en salle master du 400 m en 51 s 87.

## Biographie
Médaillée d'or du relais 4 × 100 m lors des Championnats d'Europe juniors de 2005, elle est à nouveau médaillée de bronze lors des Championnats d'Europe 2010 avec le relais polonais 4 × 100 m composé de Marta Jeschke, Daria Korczyńska et Weronika Wedler, qui bat au passage le record de Pologne.
Le 10 juillet 2016, elle prend la 7e place de la finale du relais 4 x 100 m des Championnats d'Europe d'Amsterdam en 43 s 24.

## Vie privée
Elle est mariée à Radosław Drapała, vice-champion d'Europe junior en 2005, depuis le 4 octobre 2014.  

## Palmarès
| Date | Compétition                       | Lieu           | Résultat | Épreuve   |
| ---- | --------------------------------- | -------------- | -------- | --------- |
| 2004 | Championnats du monde juniors     | Grosseto       | 7e       | 4 × 100 m |
| 2005 | Championnats du monde jeunesse    | Marrakech      | 6e       | 200 m     |
| 2005 | Championnats du monde jeunesse    | Marrakech      | 4e       | r. medley |
| 2005 | Championnats d'Europe juniors     | Kaunas         | 1re      | 4 × 100 m |
| 2006 | Championnats du monde juniors     | Pékin          | 5e       | 4 × 100 m |
| 2007 | Championnats d'Europe juniors     | Hengelo        | 5e       | 100 m     |
| 2007 | Championnats d'Europe juniors     | Hengelo        | 3e       | 4 × 100 m |
| 2009 | Universiade                       | Belgrade       | 2e       | 4 × 100 m |
| 2009 | Championnats d'Europe espoirs     | Kaunas         | 3e       | 100 m     |
| 2009 | Championnats d'Europe espoirs     | Kaunas         | 3e       | 200 m     |
| 2009 | Championnats d'Europe espoirs     | Kaunas         | 2e       | 4 × 100 m |
| 2010 | Championnats d'Europe             | Barcelone      | 3e       | 4 × 100 m |
| 2011 | Jeux mondiaux militaires          | Rio de Janeiro | 2e       | 4 × 100 m |
| 2012 | Championnats d'Europe             | Helsinki       | 3e       | 4 × 100 m |
| 2013 | Universiade                       | Kazan          | 3e       | 4 x 100 m |
| 2015 | Jeux mondiaux militaires          | Mungyeong      | 3e       | 100 m     |
| 2016 | Championnats d'Europe             | Amsterdam      | 6e       | 4 x 100 m |
| 2017 | Championnats d'Europe par équipes | Lille          | 2e       | 4 x 100 m |
| 2022 | Championnats d'Europe             | Munich         | 2e       | 4 x 100 m |
| 2023 | Championnats d'Europe en salle    | Istanbul       | 3e       | 4 x 400 m |
| 2023 | Jeux européens                    | Chorzów        | 2e       | 4 x 100 m |
| 2023 | Championnats du monde             | Budapest       | 6e       | 4 x 400 m |
| 2024 | Relais mondiaux                   | Nassau         | 2e       | 4 × 400 m |
| 2024 | Championnats d'Europe             | Rome           | 6e       | 4 x 400 m |

## Records
| Épreuve   | Épreuve   | Temps          | Lieu      | Date            |
| --------- | --------- | -------------- | --------- | --------------- |
| 60 m      | En salle  | 7 s 20         | Toruń     | 5 mars 2016     |
| 100 m     | Plein air | 11 s 28 (+1.0) | Bydgoszcz | 14 juin 2015    |
| 200 m     | Plein air | 23 s 07 (+1.1) | Varsovie  | 21 juillet 2023 |
| 200 m     | En salle  | 23 s 31        | Toruń     | 28 janvier 2024 |
| 400 m     | Plein air | 51 s 42        | Bydgoszcz | 28 juin 2024    |
| 400 m     | En salle  | 51 s 87        | Toruń     | 18 février 2024 |
| 4 x 100 m | Plein air | 42 s 61 (RN)   | Munich    | 21 août 2022    |
| 4 x 400 m | Plein air | 3 min 23 s 91  | Rome      | 12 juin 2024    |
| 4 x 400 m | En salle  | 3 min 28 s 80  | Glasgow   | 3 mars 2024     |